# Análipsi (ort i Grekland, Epirus)
Análipsi (Analipsi) är en ort i Grekland.   Den ligger i prefekturen Nomós Ioannínon och regionen Epirus, i den centrala delen av landet, 300 km nordväst om huvudstaden Aten. Análipsi ligger 649 meter över havet och antalet invånare är 193.
Terrängen runt Análipsi är kuperad åt nordväst, men åt sydost är den bergig. Análipsi ligger nere i en dal. Runt Análipsi är det glesbefolkat, med 19 invånare per kvadratkilometer. Närmaste större samhälle är Metsovo, 9,3 km öster om Análipsi. Omgivningarna runt Análipsi är en mosaik av jordbruksmark och naturlig växtlighet.